# 超能力少年ダイジ
超能力少年ダイジ（ちょうのうりょくしょうねんダイジ、1982年3月21日 - ）は、日本のピン芸人。
千葉県出身。西口プロレスに所属していた。

## 経歴・人物
旧芸名は、「カミナリダイジ」。
身長171センチ。体重70キロ。趣味は、立考える事、夢を見る事、音楽を聴く事。特技は、缶を手につける、豆知識。
過去に、うつのみや八郎と共に漫才コンビ「東京ゴブリン」を結成し、ツッコミを担当していた。
現在参加している西口プロレスでは、身長、体重、出身地は共に不明だがウエストだけは判明している謎のレスラーとして活躍し、超能力でレスラーの動きを自在に操るが、着ている学生服を脱がされたら超能力は使えなくなるという設定がある。
プロレス以外の際は、「ダイジ」という名で活動することもある。ネタには、よくスプーン（曲げやすく加工してある）を使用していた。

### 得意技・必殺技
- 「超能力式ヘッドロック」

途中からブルドッギング・ヘッドロックにもっていく。
- 「超能力式キャメルクラッチ」
- 「サイキック」
- 「超能力投げ」

真空投げとも言う。遠くから相手を回転をつけて投げるような動きをして、相手はその通りに投げられる動きをする。
- この他にも、波動砲を使うことや、レフェリーを操るほどの力を発揮することもある。

## 逸話
一部では、出身地の表示が広島県となっている。
カミナリダイジの名で西口のリングに上がっていた頃は、ジェイソンマスクを付けて、虎柄のパンツを履いていた。
芸人になったのは、当時在学していたラジオDJの専門学校が西口プロレスに、「うちの学校の生徒が西口のリングでプロレスをして、その様子を番組で使いたい。」といって、プロレスをする生徒として送られてきたのがきっかけ。結局ダイジは、その後も西口に残った。見た目が邦彦が彼を見た時の第一印象は「ダメオヤジみないな顔をした青年」。
TBSあらびき団にも数回出演。娘のかわいらしい喋りを聞かせて司会の気を引く「卑怯なあらびき芸」を披露した。
GyaOにて放送されているサキっちょギリギリ!?にギリギリ先生として出演した際、番組中にパソコンに送られてくるチャットの文に「全然少年じゃない」、「ハゲている」などと書かれてしまい、司会のジャイアント小馬場には「自分よりライブでスベっている」と言われてしまった。また、天空の城ラピュタの大ファンであると公言している。
既婚者であり、娘が一人いる。娘の写真は、よく自身のブログに掲載している。
西口プロレスのとある試合中、相手選手である三平×2に、超能力などを批判する学者として知られている大槻義彦教授の写真を見せられ、ダメージを受けてしまった。
西口プロレス内の「ラブセクシーファミリー」に入ったこともある。その時の名前は「ラブセクシー・プリン」。
西口プロレスでは6人タッグ戦の王座を1年間守り続けていた（パートナーは世界のうめざわと所々ジョージ）が、超能力の使い過ぎによる腱鞘炎を理由に引退を決意。アントニオ小猪木、KID、見た目が邦彦と最後の試合を行い、接戦の末敗れる。そして、家族をリングに上げ、超能力封印の儀式と引退宣言を行った。

## 出演

### テレビ番組
- ものまね王座決定戦（フジテレビ）
- 裏ジャニ（テレビ東京）
- とんねるずのみなさんのおかげでした（フジテレビ）
- あらびき団（TBS）